# Schwedische Armeeuniform Modell 1906

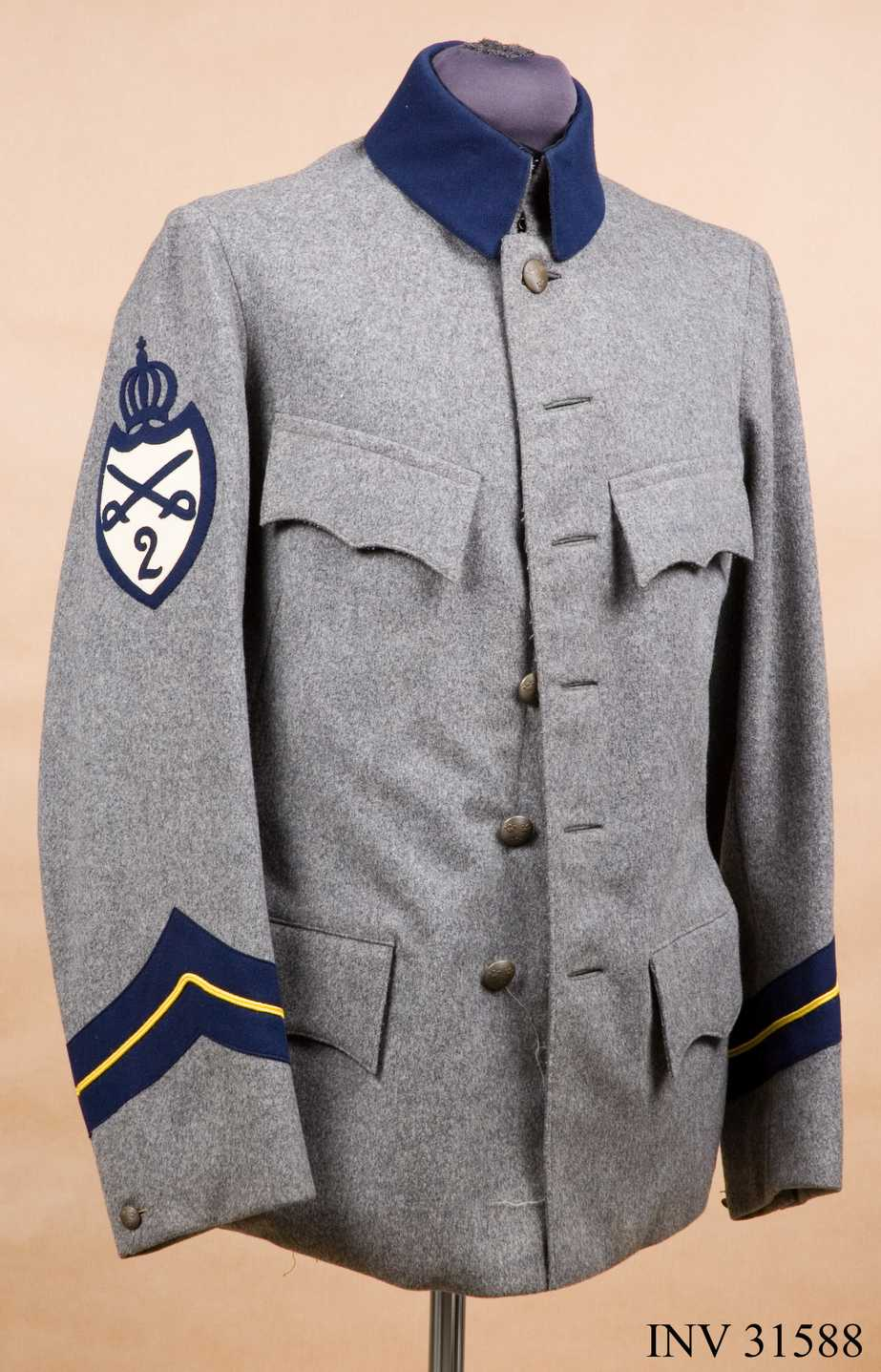
Waffenrock mit Dienstgradabzeichen eines Vizekorporal. Am rechten Oberärmel Verbandsabzeichen für 2. Kavallerie-Regiment (Leibregiment Dragoner).

Schwedische Armeeuniform Modell 1906 (uniform m/1906) war eine graue Einheitsuniform für die schwedische Armee, die 1906 eingeführt wurde, aber nie weit verbreitet war, da sie bald durch das Uniform Modell 1910 ersetzt wurde.

## Einführung

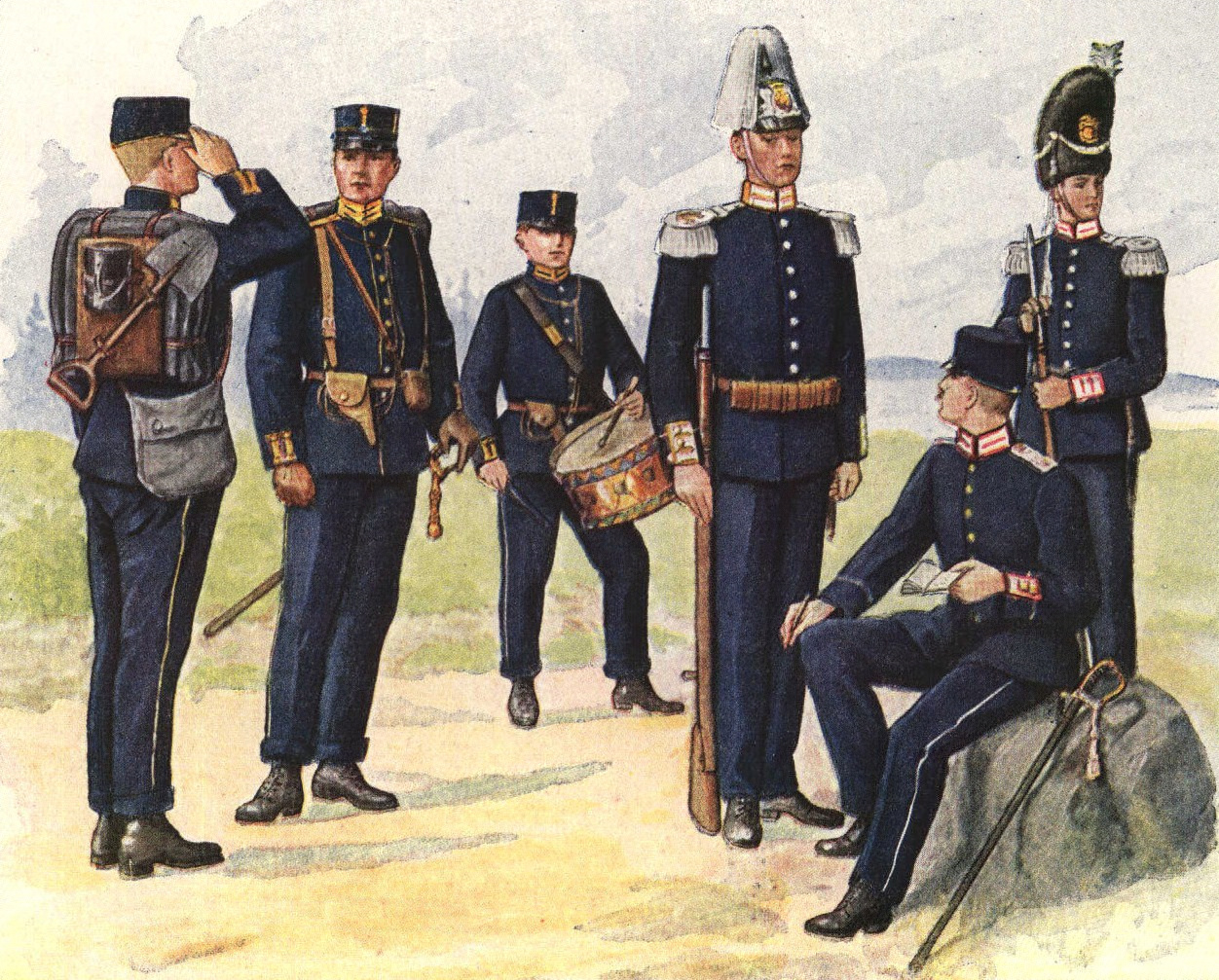
Infanterieuniform Modell 1886, sollte von der Einheitsuniform Modell 1906 ersetzen werden.

Um die Einführung einer feldmäßigen Einheitsuniform für die gesamte Schwedische Armee zu untersuchen, wurde die Uniformkommission von 1901 eingesetzt, die 1905 seinen Bericht vorlegte. Zuvor waren verschiedene Uniformvorschläge untersucht worden, z. Versuchsuniform 1902 und Versuchsuniform 1903. Das Ergebnis dieser Versuche war positiv und auf dieser Grundlage wurde die Einheitsuniform von 1906 hergestellt.

## Aussehen

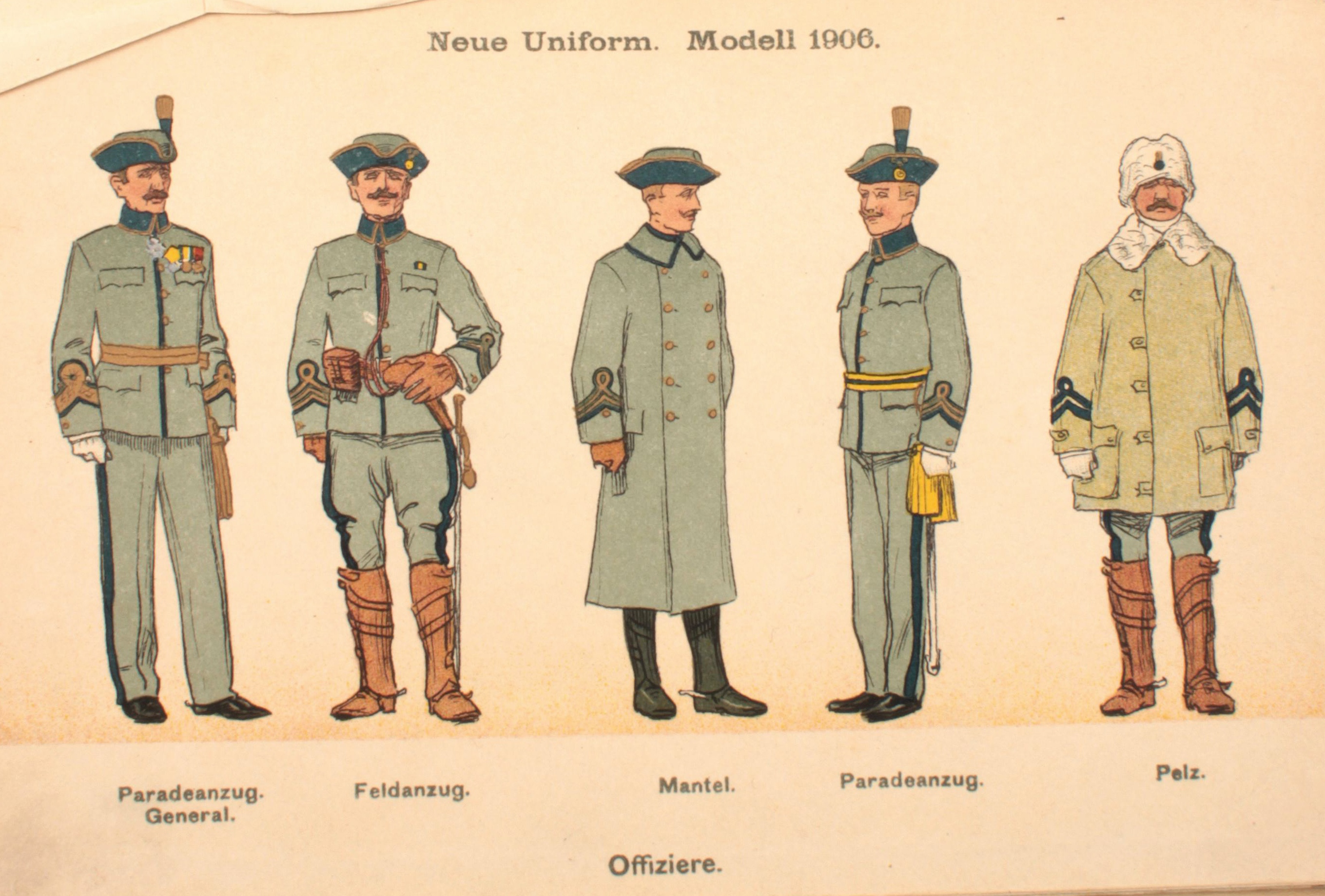
Schwedische Armeeuniform Modell 1906

Die Schwedische Armeeuniform Modell 1906 war eine Einheitsuniform, die als  großer und kleiner Paradeanzug,  als Dienstanzug, Wachanzug, Musikanzug und Feldanzug genutzt werden sollte.
Der Waffenrock war einreihig aus grauem Walkenstoff mit mittelblauen Umlegekragen. Entlang der Knopfreihe war eine mittelblaue Paspel. Am Rand des Kragens trugen die Offiziere eine matt vergoldete (versilberte) Litze.  An jeder Unterarme war einer breiter mittelblauer Tuchchevron auf denen gegebenenfalls Dienstgradabzeichen angebracht waren. Der Hut war aus weichem Filz mit einer Krempe von 9 cm Breite und auf der Unterseite mittelblau gefärbt. Der Hut wurde normalerweise als Dreispitz getragen. Der Mantel war zweireihig aus grauem Walkenstoff mit fünf Knöpfen.
Der Pelzmantel bestand aus grauem Leinen, das mit Schaffell gefüttert war. Die Pelzmütze Modell 1885–1904 wurde weitergetragen.

## Verwendung
Die Uniform Modell 1906 wurde für die gesamte Armee eingeführt, war jedoch nur von kurzer Dauer, da sie bereits 1910 durch die Einheitsuniform von 1910 ersetzt wurde.

## Dienstgradabzeichen
Offiziere
| Dienstgrad- Gruppen                  | Generalspersoner Generalspersonen Generale | Generalspersoner Generalspersonen Generale | Generalspersoner Generalspersonen Generale | Regementsofficerare Regimentsoffiziere Stabsoffiziere | Regementsofficerare Regimentsoffiziere Stabsoffiziere | Regementsofficerare Regimentsoffiziere Stabsoffiziere | Kompaniofficerare Kompanieoffiziere Hauptleute und Leutnante | Kompaniofficerare Kompanieoffiziere Hauptleute und Leutnante | Kompaniofficerare Kompanieoffiziere Hauptleute und Leutnante |
| Dienstgrad- Abzeichen                |                                            |                                            |                                            |                                                       |                                                       |                                                       |                                                              |                                                              |                                                              |
| Dienstgrade                          | General                                    | Generallöjtnant Generalleutnant            | Generalmajor                               | Överste Oberst                                        | Överstelöjtnant Oberstleutnant                        | Major                                                 | Kapten/Ryttmästare Kapitän/Rittmeister                       | Löjtnant Leutnant                                            | Underlöjtnant Unterleutnant                                  |
| Pendant in der Kgl. Preußische Armee | General der Infanterie                     | Generalleutnant                            | Generalmajor                               | Oberst                                                | Oberstleutnant                                        | Major                                                 | Hauptmann Rittmeister                                        | Oberleutnant                                                 | Leutnant                                                     |

Unteroffiziere und Mannschaften
| Dienstgrad- Gruppen                  | Underofficerare Unteroffiziere Unteroffiziere mit Portepee | Underofficerare Unteroffiziere Unteroffiziere mit Portepee | Underbefäl Unterführer des Mannschaftstandes Unteroffiziere ohne Portepee    | Underbefäl Unterführer des Mannschaftstandes Unteroffiziere ohne Portepee | Underbefäl Unterführer des Mannschaftstandes Unteroffiziere ohne Portepee | Meniga Gemeiner |
| Dienstgrad- Abzeichen                |                                                            |                                                            |                                                                              |                                                                           |                                                                           |                 |
| Dienstgrade                          | Fanjunkare Styckjunkare Fahnenjunker Stückjunker           | Sergeant                                                   | Distinktionskorpral Förste konstapel Distinktions-Korporal Erster Konstabler | Korpral Konstapel Korporal Konstabler                                     | Vicekorpral Vicekonstapel Vizekorporal Vizekonstabler                     | Menig Gemeiner  |
| Pendant in der Kgl. Preußische Armee | Feldwebel Wachtmeister                                     | Vizefeldwebel Vizewachtmeister                             | Sergeant                                                                     | Unteroffizier                                                             | Gefreiter                                                                 | Gemeiner        |